# Ostanes
Ostanes fue un príncipe del Imperio aqueménida, hijo del rey Darío II y Parisátide, y hermano del sucesor al trono persa Artajerjes II y del príncipe Ciro el Joven.  Fue padre de Arsames, y abuelo de Darío III.

## Familia

### Ancestros
Artajerjes I, hijo de Jerjes I y Amestris, solo tuvo un hijo legítimo, Jerjes II, hijo de Damaspia. Damaspia murió el mismo día que Artajerjes I. Artajerjes I tuvo diecisiete hijos ilegítimos, entre ellos Sogdiano, hijo de la babilónica Alogine, Oco (el futuro rey Dario II) y Arsites de la babilónica Cosmartidene. Durante el reinado de Artajerjes I, Ocho fue nombrado sátrapa de Hircania y se casó con su hermanastra Parisatide.
Darío II y Parisátide tuvieron cuatro hijos, Artajerjes II, el mayor, Ciro el Joven,  llamado así en honor de Ciro II el Grande. Ostanes e Ojatres.

### Descendientes
Oco (Artajerjes III) fue un rey muy cruel, y fue asesinado por el eunuco Bagoas mediante envenenamiento. Bagoas nombró rey a su hijo menor Arses (Artajerjes IV), y mató a los hermanos del nuevo rey, que eran menores de edad, con el fin de facilitar la dominación del rey, pero Arses estaba indignado por el comportamiento de Bagoas y estaba dispuesto a castigarlo, pero fue asesinado, junto con sus hijos, en el tercer año de su reinado. Con la extinción de la casa real, Bagoaslnombró rey a Darío III, hijo de Arsanes y nieto de Ostanes. Bagoas también intentó matar a Darío con veneno, pero el plan fue descubierto y Darío hizo que Bagoas tomara el veneno que había preparado.